# Campeonato Mundial de Pentatlón Moderno de 2018
El LVIII Campeonato Mundial de Pentatlón Moderno se celebró en Ciudad de México (México) entre el 6 y el 13 de septiembre de 2018 bajo la organización de la Unión Internacional de Pentatlón Moderno (UIPM) y la Federación Mexicana de Pentatlón Moderno.

## Sedes
Las competiciones se realizaron en cuatro instalaciones de la Ciudad Deportiva Magdalena Mixhuca de la capital mexicana:
| Deporte        | Instalaciones                        |
| -------------- | ------------------------------------ |
| Esgrima        | Sala de Armas Fernando Montes de Oca |
| Natación       | Complejo Acuático                    |
| Hípica         | Campo de Equitación                  |
| Tiro y carrera | Estadio Jesús Martínez "Palillo"     |

## Concurso masculino

### Individual
| Puesto | Atleta             | País        | ESG | NAT | HÍP | COM | Total |
| ------ | ------------------ | ----------- | --- | --- | --- | --- | ----- |
| Oro    | James Cooke        | Reino Unido | 209 | 320 | 276 | 630 | 1435  |
| Plata  | Valentin Prades    | Francia     | 222 | 299 | 272 | 642 | 1435  |
| Bronce | Pavlo Tymoshchenko | Ucrania     | 230 | 297 | 279 | 623 | 1429  |

### Equipos
| Puesto | País        | ESG | NAT | HÍP | COM  | Total |
| ------ | ----------- | --- | --- | --- | ---- | ----- |
| Oro    | Francia     | 609 | 887 | 841 | 1913 | 4250  |
| Plata  | Reino Unido | 579 | 952 | 841 | 1804 | 4176  |
| Bronce | Ucrania     | 648 | 910 | 801 | 1792 | 4151  |

### Relevos
| Puesto | Atletas                           | País            | ESG | NAT | HÍP | COM | Total |
| ------ | --------------------------------- | --------------- | --- | --- | --- | --- | ----- |
| Oro    | Alexandre Henrard Valentin Belaud | Francia         | 227 | 323 | 293 | 675 | 1518  |
| Plata  | Jan Kuf Martin Vlach              | República Checa | 232 | 318 | 293 | 670 | 1513  |
| Bronce | Todor Mijalev Yavor Peshleevski   | Bulgaria        | 227 | 318 | 293 | 644 | 1482  |

## Concurso femenino

### Individual
| Puesto | Atleta                | País        | ESG | NAT | HÍP | COM | Total |
| ------ | --------------------- | ----------- | --- | --- | --- | --- | ----- |
| Oro    | Anastasiya Prokopenko | Bielorrusia | 230 | 258 | 286 | 572 | 1346  |
| Plata  | Annika Schleu         | Alemania    | 226 | 273 | 293 | 540 | 1332  |
| Bronce | Marie Oteiza          | Francia     | 252 | 282 | 300 | 495 | 1329  |

### Equipos
| Puesto | País     | ESG | NAT | HÍP | COM  | Total |
| ------ | -------- | --- | --- | --- | ---- | ----- |
| Oro    | Hungría  | 662 | 844 | 865 | 1553 | 3924  |
| Plata  | Francia  | 653 | 843 | 858 | 1564 | 3918  |
| Bronce | Alemania | 671 | 812 | 879 | 1552 | 3914  |

### Relevos
| Puesto | Atletas                                  | País        | ESG | NAT | HÍP | COM | Total |
| ------ | ---------------------------------------- | ----------- | --- | --- | --- | --- | ----- |
| Oro    | Anastasiya Prokopenko Iryna Prasiantsova | Bielorrusia | 234 | 289 | 279 | 579 | 1381  |
| Plata  | Ronja Steinborn Annika Schleu            | Alemania    | 218 | 294 | 276 | 576 | 1364  |
| Bronce | Sofía Cabrera Sophia Hernández           | Guatemala   | 198 | 282 | 299 | 574 | 1353  |

## Relevo mixto
| Puesto | Atletas                         | País     | ESG | NAT | HÍP | COM | Total |
| ------ | ------------------------------- | -------- | --- | --- | --- | --- | ----- |
| Oro    | Rebecca Langrehr Fabian Liebig  | Alemania | 280 | 310 | 293 | 569 | 1452  |
| Plata  | Michelle Gulyás Gergő Bruckmann | Hungría  | 251 | 315 | 286 | 575 | 1427  |
| Bronce | Emma Riff Alexandre Henrard     | Francia  | 208 | 316 | 293 | 599 | 1416  |

## Medallero
| Núm. | País            | Oro | Plata | Bronce | Total |
| ---- | --------------- | --- | ----- | ------ | ----- |
| 1    | Francia         | 2   | 2     | 2      | 6     |
| 2    | Bielorrusia     | 2   | 0     | 0      | 2     |
| 3    | Alemania        | 1   | 2     | 1      | 4     |
| 4    | Alemania        | 1   | 1     | 0      | 2     |
| 4    | Hungría         | 1   | 1     | 0      | 2     |
| 6    | República Checa | 0   | 1     | 0      | 1     |
| 7    | Ucrania         | 0   | 0     | 2      | 2     |
| 8    | Bulgaria        | 0   | 0     | 1      | 1     |
| 8    | Guatemala       | 0   | 0     | 1      | 1     |
|      | TOTAL           | 7   | 7     | 7      | 21    |